# Bror Edström
Bror Gotthard Ludvig Edström, född 18 september 1920 i Fridlevstads församling, Blekinge län, död 30 december 2003 i Farsta församling, var en svensk sångförfattare och socialinspektör.
Han föddes i Fridlevstad, norr om Karlskrona, som son till en stenhuggare, och växte upp i en stor syskonskara. Redan som tioåring fick han in en artikel i Sydöstra Svenska Dagbladet och blev fast reporter på tidningen vid tretton års ålder. Han anställdes på Stockholms nykterhetsnämnd år 1957, där han först var socialarbetare och fackrepresentant och så småningom blev socialinspektör. 
På fritiden började han skriva dikter och han producerade radioprogram om kända poeter. Han skrev recensioner av böcker och musik som publicerades i kristna dagstidningen Dagen. Edström hade tillåtelse att predika inom Svenska kyrkan, trots att han inte var prästvigd, och var engagerad i Hägerstens kyrka. Från år 1970 gjordes inspelningar med hans musik och många av hans sånger sjöngs av Jan Sparring. Flera av hans dikter har tonsatts av Swante Bengtsson och sjungits in av BirGitta Edström.
Bror Edström var från 1944 gift med Signe Edström (1917–1987) och hade två döttrar Rose-Marie Edström och Yvonne Larsson.

## Sånger i urval
- Bed, text Bror Edström, musik Swante Bengtsson, utgiven på BirGitta Edströms LP En morgon
- De stigar vi skall vandra, text Bror Edström, musik Swante Bengtsson, utgiven på BirGitta Edströms LP En morgon
- Din stund på jorden, text Bror Edström, musik Swante Bengtsson, utgiven på BirGitta Edströms LP En morgon
- Du kan inte ändra någonting, text Bror Edström, musik Swante Bengtsson, utgiven på BirGitta Edströms LP En morgon
- En morgon, text Bror Edström, musik Swante Bengtsson, utgiven på BirGitta Edströms LP En morgon
- En ny och härlig sång, text Bror Edström, musik Swante Bengtsson, utgiven på LP av Hasse Hallström
- Herre jag behöver dig, text Bror Edström, musik Swante Bengtsson, utgiven på BirGitta Edströms LP En morgon
- Himlatåget, text och musik Bror Edström, utgiven på LP med samma namn, sångare Ny-David
- Möte på vägen, text och musik: Bror Edström, utgiven på LP:n Ingrid & Jan Sparring sjunger tillsammans
- Varenda liten människa, text och musik: Bror Edström, publ i Segertoner 1988 nr 626